# Марченко Марія Василівна
Марія Василівна Марченко (? — ?) — українська радянська діячка, новатор сільськогосподарського виробництва, агроном колгоспу імені XXII з'їзду КПРС Великоновосілківського району Донецької області. Депутат Верховної Ради УРСР 6-го скликання.

## Біографія
На 1963 рік — агроном-овочівник колгоспу імені XXII з'їзду КПРС Великоновосілківського району Донецької області.

## Нагороди
- ордени
- медалі